# Liste der Kulturdenkmäler in Westheim (Pfalz)
In der Liste der Kulturdenkmäler in Westheim (Pfalz) sind alle Kulturdenkmäler der rheinland-pfälzischen Ortsgemeinde Westheim (Pfalz) aufgeführt. Grundlage ist die Denkmalliste des Landes Rheinland-Pfalz (Stand: 26. Juni 2023).

## Einzeldenkmäler
| Bezeichnung              | Lage                                      | Baujahr                  | Beschreibung | Bild                           |
| ------------------------ | ----------------------------------------- | ------------------------ | --- | ------------------------------ |
| Hofanlage                | Hauptstraße 53 Lage                       | 1797                     | Zweiseithof; eingeschossiges Fachwerkhaus mit Kniestock, bezeichnet 1797, Fachwerk-Nebengebäude, Sandsteintorpfosten, bezeichnet 1826                                       | Fotos hochladen                |
| Wohnhaus                 | Hauptstraße 56 Lage                       | 18. Jahrhundert          | Fachwerkhaus, 18. Jahrhundert, in der zweiten Hälfte des 19. Jahrhunderts teilweise massiv überformt                                                                        | weitere Bilder Fotos hochladen |
| Wohnhaus                 | Hauptstraße 127 Lage                      | 1797                     | eingeschossiges Fachwerkhaus, bezeichnet 1797 | Fotos hochladen                |
| Wohnhaus                 | Hauptstraße 138 Lage                      | 1702                     | Fachwerkhaus, teilweise massiv, bezeichnet 1702 | weitere Bilder Fotos hochladen |
| Wohnhaus                 | Hauptstraße 139 Lage                      | 1798                     | eingeschossiges Fachwerkhaus, bezeichnet 1798, Sandsteintorpfosten, bezeichnet 1831                                                                                         | weitere Bilder Fotos hochladen |
| Wohnhaus                 | Kirchstraße 211 Lage                      | 1733                     | eingeschossiges Fachwerkhaus mit Kniestock, 1733 | weitere Bilder Fotos hochladen |
| Wohnhaus                 | Kirchstraße 212 Lage                      | 1686                     | Fachwerkhaus, vermutlich von 1686, Sandsteintorpfosten, bezeichnet 1844 | weitere Bilder Fotos hochladen |
| Evangelische Pfarrkirche | Kirchstraße 214 Lage                      | 1791                     | rechteckiger Saalbau, 1791 | weitere Bilder Fotos hochladen |
| Hofanlage                | Kirchstraße 219 Lage                      | 1786                     | Hofanlage; eingeschossiges Fachwerkhaus, bezeichnet 1786, Fachwerk-Nebengebäude, Sandsteintorpfosten, bezeichnet 1792                                                       | weitere Bilder Fotos hochladen |
| Wohnhaus                 | Lindenstraße 50 Lage                      | 18. Jahrhundert          | Fachwerkhaus, Halbwalmdach, 18. Jahrhundert, rückwärtiger Wirtschaftstrakt, teilweise Fachwerk                                                                              | weitere Bilder Fotos hochladen |
| Wohnhaus                 | Obere Straße 184 Lage                     | 1777                     | eingeschossiges Fachwerkhaus, angeblich von 1777 | weitere Bilder Fotos hochladen |
| Brücke                   | Raiffeisenstraße Lage                     | 18. oder 19. Jahrhundert | einbogige Straßenbrücke, Sandsteinquader, 18. oder 19. Jahrhundert; Bacheinfassung, Sandsteinquader                                                                         | weitere Bilder Fotos hochladen |
| Wohnhaus                 | Schloßgasse 154 Lage                      | 1832                     | eingeschossiges Fachwerkhaus, bezeichnet 1832, kleines Nebengebäude (ehemaliges Auszugshaus?), teilweise Fachwerk                                                           | weitere Bilder Fotos hochladen |
| Wohnhaus                 | Schloßgasse 161/162 Lage                  | 1781                     | eingeschossiges Fachwerkhaus mit Kniestock, bezeichnet 1781 | Fotos hochladen                |
| Hofanlage                | Untere Straße 35 Lage                     | 1788                     | Hofanlage; eingeschossiges Fachwerkhaus, bezeichnet 178[8], Nebengebäude, 19. Jahrhundert                                                                                   | Fotos hochladen                |
| Hofanlage                | Wiesenweg 145 Lage                        | 1780                     | eingeschossiges Fachwerkhaus mit Kniestock, bezeichnet 1780, zweigeschossiger Schweinestall, eventuell noch aus dem 18. Jahrhundert; Sandsteintorpfosten, bezeichnet 178[x] | weitere Bilder Fotos hochladen |
| Holzmühle                | südlich des Ortes im Bellheimer Wald Lage | 1908                     | villenartiger Mansarddachbau, Mischformen aus Späthistorismus und Reformarchitektur, 1908                                                                                   | Fotos hochladen                |

## Ehemalige Kulturdenkmäler
| Bezeichnung | Lage                                  | Baujahr | Beschreibung                                                                             | Bild            |
| ----------- | ------------------------------------- | ------- | ---------------------------------------------------------------------------------------- | --------------- |
|             | Holzmühlstraße, auf dem Friedhof Lage |         | Gedenkstein, bezeichnet 1855; zwei Torpfeiler, bezeichnet 1790 aus Denkmalliste gelöscht | Fotos hochladen |